# Linea 2 (servizio ferroviario metropolitano di Napoli)
La linea 2 è una linea del servizio ferroviario metropolitano di Napoli che collega la zona orientale della città, con capolinea San Giovanni-Barra, alla periferia occidentale della stessa, con capolinea presso Pozzuoli Solfatara.
È operata da Trenitalia lungo parte del tracciato del passante ferroviario di Napoli con categoria di servizio treno metropolitano. La linea si sviluppa lungo 18,9 km per 12 stazioni, con un tempo di percorrenza di 55 minuti; la frequenza media dichiarata è di una corsa ogni 7/8 minuti. 
La linea 2, pur essendo spesso indicata, anche da fonti ufficiali, come una linea metropolitana è in realtà una linea ferroviaria suburbana (o metropolitana): essa infatti, espletando il proprio servizio sul passante ferroviario partenopeo, non soddisfa la norma UNI 8379-2000 definita per le metropolitane, distinguendosi per caratteristiche infrastrutturali e gestionali proprie di una ferrovia urbana.
Incrocia la linea 1 nelle stazioni di Piazza Garibaldi e Piazza Cavour e la linea 6 nelle stazioni di Mergellina e Campi Flegrei.

## Storia

### Inaugurazione e primi anni

Un articolo di giornale del 1925 che riferisce dell'inaugurazione della "metropolitana FS"

Inaugurata il 21 settembre 1925, con sistema di alimentazione elettrico a terza rotaia, in concomitanza con l'attivazione del tronco del passante da Piazza Garibaldi, all'epoca denominata Napoli F.S., a Pozzuoli, fu identificata dai mezzi di informazione dell'epoca come la prima metropolitana italiana nonostante espletasse già allora quello che solo nel dopoguerra verrà poi definito un servizio ferroviario metropolitano.
Nel 1926 entrò in servizio la stazione di Bagnoli-Agnano Terme. Nel 1927 il capolinea orientale fu spostato dalla stazione di Piazza Garibaldi alla nuova stazione di Gianturco. Nello stesso anno entrò in servizio la stazione di Piazza Leopardi.
Nel 1935 fu sostituita l'elettrificazione a terza rotaia con l'attivazione dell'alimentazione a corrente continua tramite linea aerea di contatto.

### Dal secondo dopoguerra alla denominazione "linea 2"

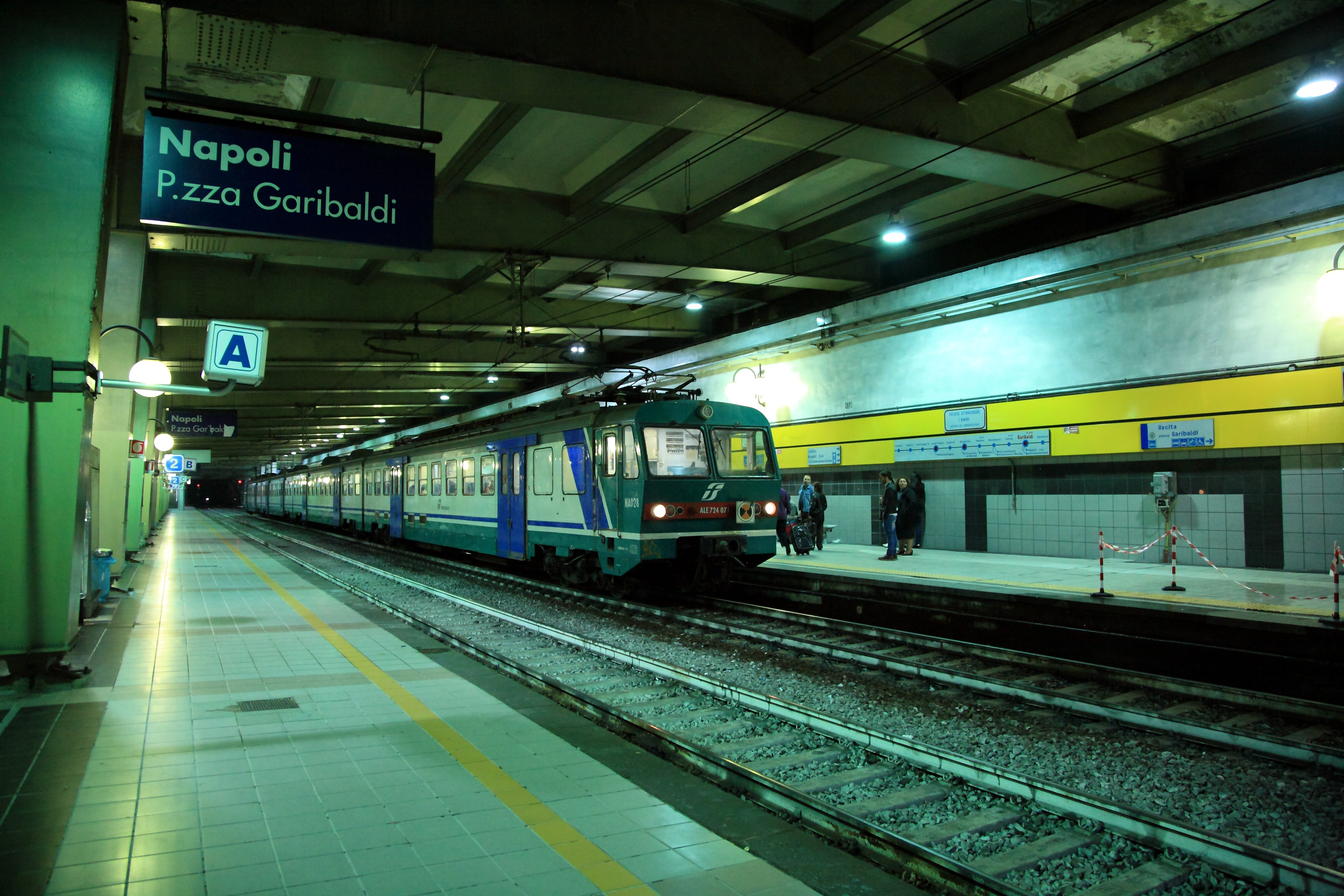
La stazione di Piazza Garibaldi nel 2011, ancora con i due binari mediani, allestita secondo il progetto di restyling per Italia '90

Nel 1961 fu inaugurata la stazione di Cavalleggeri Aosta.
A fine anni Ottanta le stazioni lungo la linea furono sottoposte a restyling in vista dei mondiali di Italia '90.
Nel 1993 la categoria di servizio delle corse fu classificata come treno metropolitano. 
Nel 1997 il nuovo Piano comunale dei trasporti assegnò alla linea la numerazione di linea 2 nel servizio ferroviario metropolitano di Napoli.

### Dagli anni duemila in poi
Nel 2002 fu inaugurato il corridoio tra la stazione Piazza Cavour e la stazione Museo della linea 1, permettendo l'interscambio tra le due linee. Nello stesso anno la gestione della linea 2 passò a Metronapoli per ritornare tre anni dopo, nel 2005, alle Ferrovie dello Stato.
Nel 2007 con l'entrata in servizio della tratta Mostra-Mergellina della linea 6, fu attivato l'interscambio tra le due linee presso la stazione di Napoli Mergellina.
Nel 2009 fu eliminato il traffico interregionale dal passante ferroviario, limitando il transito ai soli treni regionali e ai treni metropolitani.
Nel 2014, il 14 dicembre, entrò in funzione quale capolinea orientale la rinnovata stazione di Napoli San Giovanni-Barra, completata nel 2010 a poche centinaia di metri dal vecchio scalo merci dismesso negli anni Novanta.

### Progetti futuri
Risulta costruita ma inattiva la stazione Galileo Ferraris, della quale sono completati la banchina ad isola, gli accessi e le scale.
È prevista inoltre la costruzione della stazione di Agnano, posta nelle vicinanze della fermata omonima della ferrovia Cumana e della Facoltà di Ingegneria dell'Università degli Studi di Napoli Federico II.
Il Piano delle 100 Stazioni di Napoli approvato nel 2003 prevedeva anche la realizzazione di ulteriori tre nuove fermate mai realizzate: Vigliena (nel Rione Pazzigno), Porta Capuana (in piazza Enrico de Nicola vicino all'omonimo castello) e Santa Maria della Neve (sul Corso Vittorio Emanuele nei pressi di piazza Mercadante).
A partire dal 2023 sono in corso dei lavori di rinnovamento delle stazioni di Piazza Amedeo, Piazza Cavour, Montesanto, Mergellina e San Giovanni-Barra. La stazione di Piazza Amedeo sarà completamente riqualificata, ammodernando il fabbricato esistente, inaugurato nel 1925. Sarà riqualificata l'area circostante e nuovi ascensori collegheranno la stazione con Parco Margherita. A Piazza Cavour sarà realizzata una nuova uscita verso il quartiere Sanità mentre a San Giovanni-Barra è previsto un intervento complessivo che include la costruzione di un sottopassaggio lato mare. Tali progetti fanno parte di un accordo quadro di RFI; il bando è suddiviso in tre lotti con una durata complessiva di 3 anni..

## Caratteristiche tecniche
| Continuation backward |

| Unknown route-map component "mKBHFea" |

| Unknown route-map component "uTUNNEL2" |

| Urban stop on track |

| Unknown route-map component "c" | Unknown route-map component "CONTgq" | Unknown route-map component "umdKRZo" | Unknown route-map component "mABZq+r" | Unknown route-map component "cCONTfq" |

|  | Unknown route-map component "udSHI3g+l" | Unknown route-map component "uSHI3r" |

| Unknown route-map component "uKINTaq" | Unknown route-map component "uABZgr+r" |  |

| Urban stop on track |

| Urban station on track |

| Urban stop on track |

| Unknown route-map component "uTUNNEL2" |

| Unknown route-map component "utHSTa@f" |

| Unknown route-map component "utSTRea" |

| Urban tunnel stop on track |

| Urban tunnel stop on track |

| Urban tunnel stop on track |

| Urban tunnel station on track |

|  |  | Unknown route-map component "utSTRe" |  | Head station |

|  |  | Unknown route-map component "umABZg+l" | Transverse track | Unknown route-map component "ABZgr" |

|  |  | Urban stop on track |  | Straight track |

|  |  | Unknown route-map component "umABZgl" | Unknown route-map component "STR+r" | Straight track |

|  |  | Unknown route-map component "ueHST" | Straight track | Straight track |

|  |  |  | Unknown route-map component "umABZg+l" | Unknown route-map component "ABZql" | Unknown route-map component "ABZqlr" | Unknown route-map component "CONTfq" |

|  |  |  | Unknown route-map component "uSKRZ-Au" |

|  |  | Unknown route-map component "CONTgq" | Waterway under railway bridge | Unknown route-map component "CONTfq" |  |  |

|  |  |  | Unknown route-map component "umKBHFea" |

|  |  |  | Continuation forward |

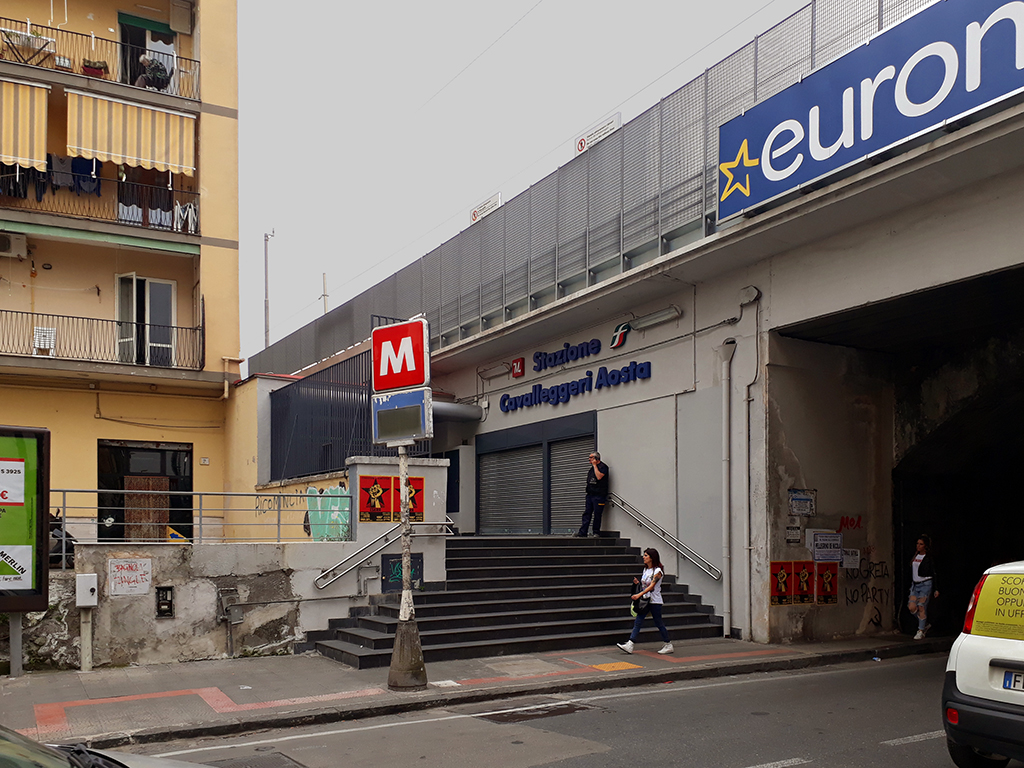
ingresso della fermata Cavalleggeri Aosta

La linea collega l’area flegrea alla zona Est di Napoli, attraversando il centro con un percorso completamente in galleria tra Mergellina e Gianturco.
A causa della diversa impostazione del servizio il tempo di percorrenza complessivo è passato dai 30 minuti del 1938 ai 55 minuti del 2014.

## Materiale rotabile

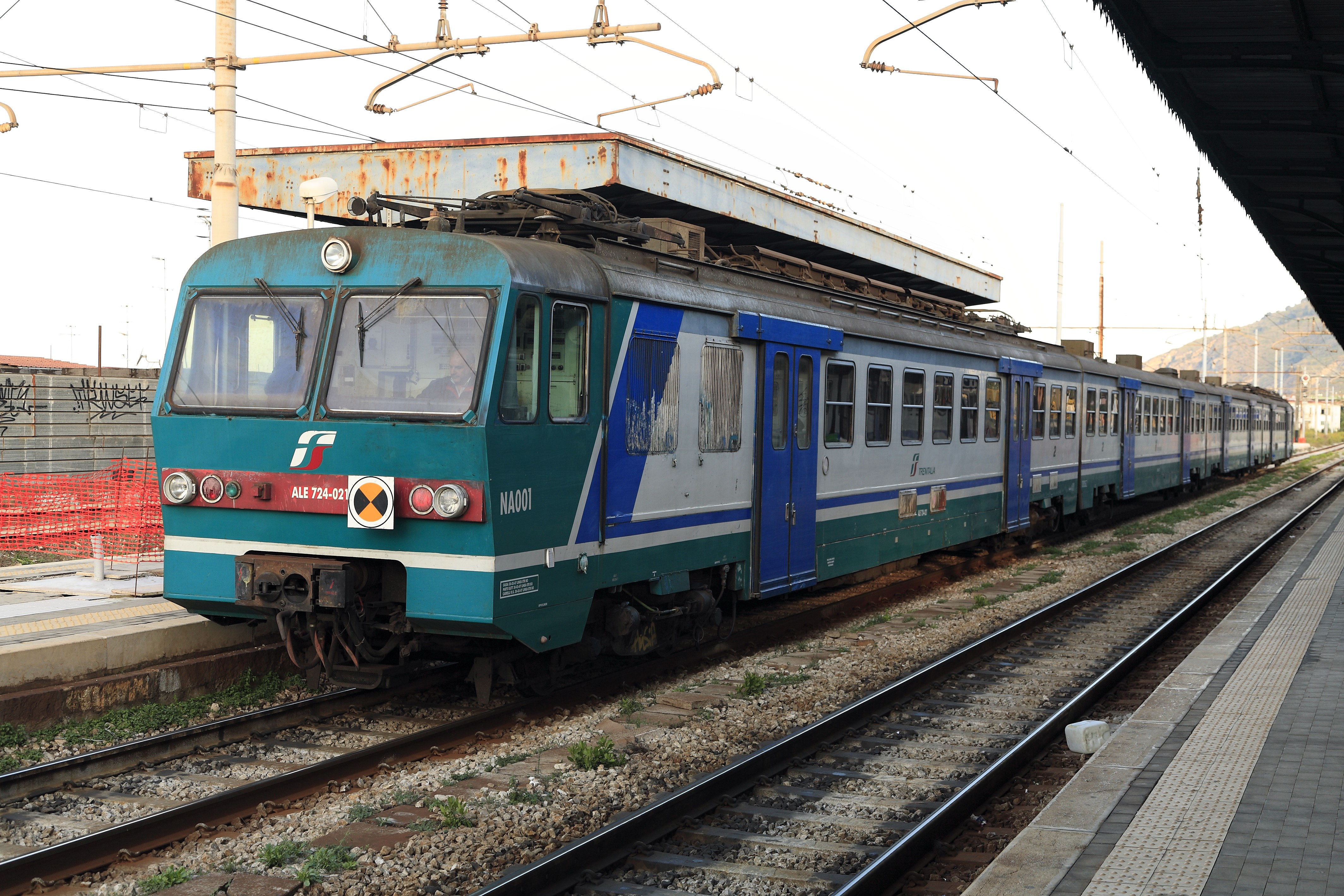
I convogli ALe 724 hanno prestato servizio sulla linea dal 1983 al 2023

Nei primi anni, con l'alimentazione a terza rotaia, sulla linea vennero impiegate elettromotrici pesanti E.20 e composizioni di carrozze comprendenti vetture pilota collegate alle unità motrici per mezzo di citofono. Successivamente, con il passaggio alla catenaria, vennero impiegate, a partire dal 1940, le E.624.
All'inizio degli anni Sessanta vennero immessi in servizio complessi di elettromotrici ALe 803 e rimorchiate appositamente attrezzate per questo tipo di servizi, a loro volta sostituite dalle automotrici ALe 724, entrate in servizio a partire dal 1983. Intorno al 2013 furono impiegate anche le ALe 582 in seguito trasferite. 
Nel 2016 cominciò la sostituzione delle ALe 724 mediante la fornitura di 24 treni ETR 425 "Jazz", questi nuovi elettrotreni, sono utilizzati anche sulla linea Salerno-Napoli Campi Flegrei. La sostituzione è stata completata nel 2023 mediante la fornitura di 12 treni ETR 104 "Pop" i quali hanno una configurazione speciale "metropolitana" che sacrifica posti a sedere per favorire la capacità di carico del convoglio. 

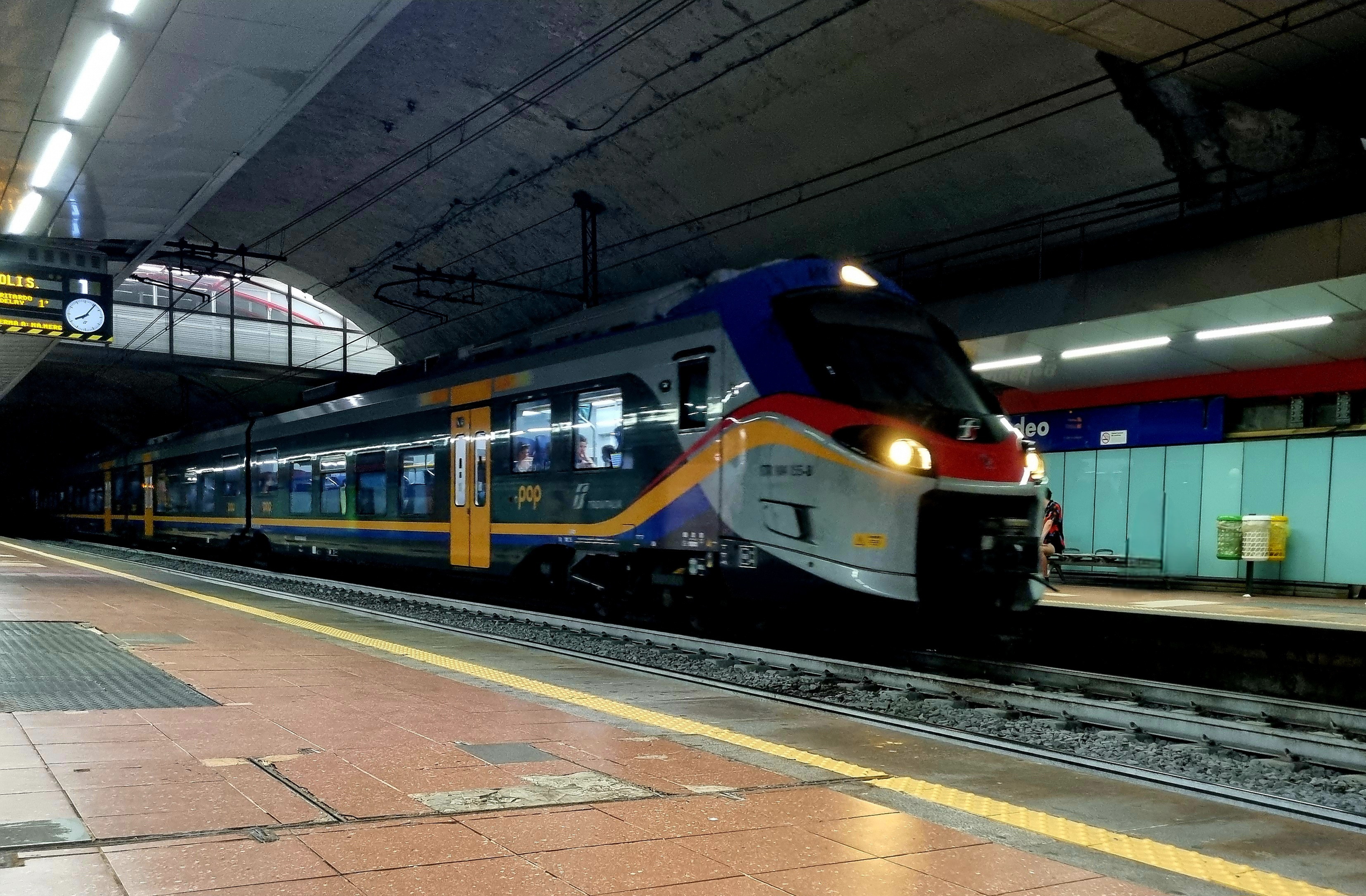
Un ETR 104 "Pop" in servizio sulla linea 2 nella stazione di Napoli Piazza Amedeo

Sul tracciato della linea sono in esercizio anche dei convogli di ALe 501 "Minuetto" utilizzati sulla relazione Napoli Campi Flegrei - Villa Literno e dei convogli TAF, utilizzati sulla relazione Caserta - Napoli Campi Flegrei, dei quali nel 2021 è iniziato il revamping; Vengono usati occasionalmente negli orari con maggiore affluenza anche sulla relazione S.Giovanni Barra - Pozzuoli, grazie alla maggiore capacità di passeggeri.

## Servizio

### Biglietterie
Tutte le stazioni della linea sono dotate di macchine emettitrici di biglietti. Per usufruire del servizio è necessario un titolo di viaggio aziendale Trenitalia al costo di 1,50 euro oppure un biglietto integrato del circuito UnicoCampania.

### Orari di apertura
La prima corsa da Napoli Campi Flegrei verso Napoli San Giovanni-Barra è prevista alle ore 05:17, verso Pozzuoli è prevista alle ore 05:00; l'ultima corsa da Napoli San Giovanni-Barra verso Napoli Campi Flegrei è prevista alle 22:53; da Pozzuoli verso Napoli Campi Flegrei ultima corsa è prevista alle 23:03.

### Frequenza
Da dicembre 2014 venne introdotto l'orario cadenzato sulla tratta Pozzuoli Solfatara-San Giovanni-Barra; con corse dirette ogni 15 minuti, tuttavia se si contano anche le corse accessorie (per Salerno, per Caserta o per Castellammare di Stabia) il tempo di attesa si attesta a circa 7/8 minuti.

## Deposito
Il parcamento e la manutenzione dei rotabili in servizio sulla linea avviene presso l'Impianto manutenzione corrente di Napoli Campi Flegrei, ubicato a nord della stazione di Cavalleggeri Aosta.